# المنصورة (ليبيا)
المنصورة هي قرية في الجبل الأخضر في ليبيا تقع شمال شرق مدينة البيضاء بحوالي 20كم وشمال مدينة شحات وتعتبر قريبة جداً من آثار قورينا حيث أن الأثار تطل على قرية المنصورة . يوجد بها مستشفي الأمراض الصدرية ويعتبر من أفضل المستشفيات الصدرية في ليبيا نظرا لموقعه المتميز وسط الغابات والهواء العليل.